# 藤原資氏
藤原 資氏（ふじわら の すけうじ）は、鎌倉時代の廷臣。正四位下、左中将。二条資氏とも。父は権大納言藤原資季。公卿に昇進する以前の弘安7年（1284年）に出家し、子の資高が父資季の子として家を継いだ。

## 経歴
『尊卑分脈』資高の項には「父早世云々」という記述があるが、資高はじめ子も多く、早世ではなく病により父の引退以前に出家したため子の資高を父資季の子とした可能性が高い。
また、『荒涼記』（資季卿記）正元元年（1259年）の記述を見ると、亀山天皇即位時の諸行事において資氏が面目を施した等の記事が見える。よって少なくとも父資季が参議や権中納言として活動していた頃には元気であったと考えられる。なお、系譜上、資氏は資季の唯一の子である。

## 系譜
- 父：藤原資季（1207-1289）
- 母：官女
- 妻：平成俊娘
  - 男子：藤原資高（1265-1304） - 藤原資季の養子
  - 男子：藤原資藤（?-1320） - 藤原資季の養子
- 生母不明の子女
  - 男子：資世
  - 男子：乗尋
  - 男子：静寛
  - 男子：顕證
  - 女子